# ژان زه
ژان زِ سیاست مدار و وکیل دادگستری فرانسوی، در ۶ اوت سال ۱۹۰۴ در اورلئان فرانسه چشم به جهان گشود. او نماینده رادیکال لوآرت، وزیر حزب جبهه مردمی را در کارنامه سیاسی خود دارد. او یهودی و فراماسون بود. به اتهام ترک محل خدمت در ماسلیا پس از محاکمه در ۴ اکتبر ۱۹۴۰ توسط دادگاه نظامی کلرمونت - فرند محکوم و به جزیره شیطان تبعید شد. سرانجام در ۲۰ ژوئن سال ۱۹۴۴ در یکی از جنگل‌های مولز (آلیر) کشته شد.

## زندگی شخصی
پدربزرگ و مادربزرگ پدری ژان زِ، از یهودیان آلزاتی و لورین، که تابعیت فرانسه را در سال ۱۸۷۲ به دست آوردند،
وقتی موسل به تصرف آلمانی‌ها در می‌آید. پدر وی، لیون زِ، در سال ۱۸۷۴ در اورلان متولد شد. او یک روزنامه‌نگار در Le Progrès du Loiret، که یک روزنامه چپ افراطی به‌شمار می‌آمد و در سال ۱۸۹۹ در زمان امر دریفوس تأسیس شد، وی هفت سال بعد سردبیر آن شد. در عین حال، او دبیر شورای کار اورلئان بود. وی با فعالیتهای مختلف خود به عنوان بازیگر سیاسی محلی نیز نقش ایفا می‌کرد.
از طرف مادری نیز، مادر ژان زِ، شارترِن و منگور، با اصلیت بُس، از پروتستان‌ها هستند. اجداد آنها روز بعد از ابطال حکم نانت در سال ۱۶۸۵ در برابر اقتدار سلطنتی مقاومت کردند. مادر او، آلیس چارترین، متولد ۱۸۷۹، معلم بود. او در شماره ۱۹ خیابان پارک، در خانه او پدربزرگ و مادربزرگ شارترِن، هرمیتاژ، که ژان، الی، پل زِ در ۶ اوت سال ۱۹۰۴ به دنیا آمد. خواهرش ژاکلین، که رابطه اش با او بسیار نزدیک بود، در ۴ اکتبر ۱۹۰۵ به دنیا آمد.
پدر او لئون زِ، مدیر روزنامه رادیکال سوسیالیست "Le Progrès du Loiret" و مادرش آلیس شارترَن با شغل معلمی، ژان زِ را بزرگ کردند و ژان تحصیلات خود را در اورلئان ادامه داد و در مارس ۱۹۳۱ با مادلین ازدواج کرد که ثمره این ازدواج دو دختر به نام‌های، کاترین و هلین بود.

### دوران کودکی
ژان زِ کودکی اش در سنت جمهوری و آموزه‌های وطن پرستانه گذشت. خیلی زود به دنیای سیاست علاقه‌مند و وارد زندگی سیاسی شد. از نزدیک تحولات جنگ جهانی اول را دنبال می‌کرد و به همین علت او را تحسین می‌کردند. پدرش چهار سال به جبهه رفت و با مدال افتخار صلیب جنگ بازگشت. بسیار به نوشتن علاقه می‌ورزید، ادبیات و فلسفه اجزایی جدانشدنی از علایق او بودند. از اوایل سال ۱۹۱۶، ژان شروع به نوشتن در روزنامه‌ها کرد.

### دوران جوانی
اولین قدم برای ورود سیاست از دبیرستان اتفاق افتاد، ژان سر پرشوری برای ورود به دنیای سیاست داشت، او در بحث‌های انتخاباتی شرکت می‌کند. انتخابات قانونگذاری ۱۹۱۹ و ۱۹۲۴ حضور پیدا می‌کند. با این حال علاقه اش به ادبیات همچنان ادامه دارد. در فعالیت سیاسی در سال ۱۹۲۵، هنگامی که او به سن (۲۱ سالگی) رسید، ثبت نام می‌کند. به حزب رادیکال، به دایره محافل جمهوری، که در حقوق بشر و همچنین در آموزش و پرورش فعالیت می‌کند، وی در سال ۱۹۲۶ در اقامتگاه گراند اورینت دوفرانس که لوژ فراماسونری بودند، آغاز به فعالیت می‌کند.

## کارهای مهم
یکی از بهترین نمونه تلاش‌هایش ایجاد آموزش ملی است. او تا زمان جنگ جهانی دوم هدایت وزارت آموزش ملی و هنرهای زیبا را در جمهوری سوم عهده‌دار بود. در دوران خدمت خود، کارهای بسیار مهمی انجام داد که بعدها در فرهنگ و آموزش فرانسه تأثیر بسزایی داشت. او اصلاحات بنیادی و گسترده‌ای در حوزه‌های آموزش، فنی، تحقیق، حق مؤلف را آغاز کرد. او به ویژه تلاش کرد تا آموزش ابتدایی را یکپارچه کند، تلاشی که منجر به اصلاحات بزرگی در جمهوری ۴ و ۵ شد. در ادامهٔ اصلاحاتی که انجام داد، سن آموزش اجباری را به ۱۴ سال افزایش می‌دهد و بخشنامه‌هایی را منتشر می‌کند که پوشیدن و بروز دادن هر علائم سیاسی و فرقه ای در مدارس ممنوع است. همچنین در ادامه، پیشنهاد ساخت دانشکده ملی مدیریت را در اول اوت سال ۱۹۳۶، به مجلس ارائه داد که در مجلس رای آورد اما در سنا مختومه شد. او همچنین سرپرستی هنرهای زیبا را نیز به عهده گرفت و همزمان با آن، به فعالیت‌های فرهنگی خود ادامه داد که از در این میان می‌توان به: اصلاح آرشیو ملی و کتابخانه ملی، کتابفروشی‌ها، توسعه تئاتر مردمی، ورزش؛ نمایشگاه‌ها در سال ۱۹۳۷ و آماده‌سازی اولین جشنواره کن اشاره کرد.
کار وزارتخانه ژان زِ به عنوان یک جریان واقعی مشخص می‌شود به گونه ای که سیاست‌های آموزشی و فرهنگی، موجب اثر گذاری‌های مهمی در جمهوری‌های ۴ و ۵ فرانسه می‌شود. دموکراتیک و مدرنیزه کردن آموزش، یکی از پروژه اصلاحات سیستم آموزش و پرورش بود که توسط برخی از بزرگان الهام گرفته بود. ایده‌های هدایت کننده: دموکراتیک کردن و جهت‌گیری‌ها که با توجه به سلیقه و مهارت دانش آموزان صورت می‌گیرد. تمدید تحصیل در مدرسه از ۱۳ تا ۱۴ سال ادامه دارد و اجباری می‌شود
آموزش اجباری، طبق قانون ۶ اوت سال ۱۹۳۶ تصویب می‌شود.
مطالعات طراحی شده به روشی بسیار جدید ب این شعار که
«همه آزادی برای ابتکار عمل» را به جا می‌گذارد. او همچنین برای معلمان، مأموریت سه‌گانه خود را تعیین می‌کند و برای اطمینان در این کلاسها یک مکمل تعریف می‌نماید: آموزش، مقدمه ای برای فرهنگ و راهنمایی حرفه ای.
بخش دیگر از کارهای مهم ژای در توسعه تجهیزات برای آموزش است. او یک برنامه بلندپروازانه پایه‌گذاری کرد که ساختمان مدرسه و ایجاد موقعیت‌های متعدد برای آموزش ایجاد شود و اجازه می‌دهد تا کلاس‌های بیش از ۳۵ دانش آموز تقسیم شود. وحدت سازه‌ها بخش مهمی از اصلاحات آن است و شامل تشکیل اداره ای از درجهٔ اول و درجهٔ دوم (۱۹۳۷–۱۹۳۶)، و با جمع‌آوری و هماهنگی سطوح مختلف آموزش بود.
یک کلاس جهت‌گیری در سپتامبر سال ۱۹۳۷ با کلاس ۶ جهت‌گیری آزمایش کرد، و بین دو درجه قرار دارد. در ماه مه سال ۱۹۳۸، شبکه ای از مراکز جهت‌گیری ایجاد شد. در غیر این صورت می‌آموزد در غیر این صورت در سال ۱۹۳۷–۳۸، وی در ۳ و سپس در ۲۹ بخش، نیم روز ورزش در مدرسه، آزمایش کرد و فعالیتهای نظارتی، کلاسهای پیاده‌روی و مطالعه میانی از طریق مشاهده فعال را مورد آزمایش قرار داد. وی وسایل آموزشی جدیدی را ایجاد کرد: رادیو مدرسه و سینمای آموزشی. در سپتامبر ۱۹۳۸، جدید دستورالعمل‌های رسمی ظاهر می‌شوند، این نوآوری‌ها را ترسیم و گسترش می‌دهند.

### حوزه فرهنگ
یکی از دغدغه‌های ژان زِ، دوری مردم از فرهنگ بود. از سوی دیگری، با توجه به این که مجلس به ۴۰ ساعت کار در هفته رای داده بود، وی نگرانی‌های جدی برای سرگرمی مردم خود داشت. او اعتقاد داشت که باید موزه، کتابخانه، تئاتر، نمایشگاه‌ها و … را باز کنیم تا مردم از آن‌ها استفاده کنند و هنر را مردمی کنیم تا همزمان با بالا بردن فرهنگ عمومی به اقتصاد هنر و پشتیبانی از هنرمندان نیز کمک کرده باشیم. همچنین تلاش می‌کرد تا بتواند تمرکز زدایی انجام دهد تا مردم با هنر ملموس شوند.
ایجاد موزه‌ها یکی از مهم‌ترین خواسته‌های ژای در راستای سیاست‌های فرهنگی بود. او ساخت موزه‌های مختلف را پیگیری کرد، موزه‌های چون موزه هنرهای مدرن، هنرهای مردمی، هنرهای سنتی و …. از سوی دیگر، یکی از هدف‌های مهم ژای ایجاد یک جشنواره مستقل سینمای در برابر جشنواره فیلم ونیز که با دستور موسولینی پایه‌گذاری شده بود، از آن جایی که او شخصی ضد فاشیست بود، این نیاز را برای فرانسه و اروپا ضروری می‌دید، اما با وقوع جنگ جهانی دوم، اولین دوره جشنواره کن اتفاق نیفتاد.

## جنگ و مقاومت
ژان زِ را می‌توان جزو اولین محکومان حکومت ویشی دانست ."Massilia" یا دام زودرس، زندگی ژان زِ را تحت تأثیر قرار می‌دهد، دغدغه اصلی ژان زِ مشکل تعریف کشور فرانسه و مقاومت را در اصل خود ایجاد می‌کند. در ۱۰ سپتامبر ۱۹۳۹، وزیر جوان (وی ۳۵ ساله است) از دولت استعفا داد تا در ارتش کشور ثبت نام کند. او این راه میهن پرستانه را دنبال می‌کند، در طول جنگ جهانی اول، توسط یکی از حامیان سیاسی خود، همچنین مسئول آموزش و پرورش بود. در واقع، در اکتبر سال ۱۹۱۵، آلبرت ساروت، که اولین کسی بود که ژان روی را به مسئولیت دولت در ژانویه سال ۱۹۳۶ منصوب کرد (معاون وزیر امور خارجه به عنوان رئیس شورای) در ۴۳ سالگی خود را به عهده گرفت. سقوط کابینه ویویانی در جایی که وی وزیر آموزش عمومی و هنرهای زیبا بود و سپس در سنگرهای Bois-le-Prêtre و سپس Verdun جنگید. سال ۱۹۴۰، هنگامی که ساروت دومین و آخرین گذرگاه خود را روی rue de Grenelle انجام داد (که قاطعانه او را به جنگ پیوند می‌داد)، قبل از رای دادن به قدرت‌های کامل در پتن، برای ژان زِ بود، که در سقوط دسته جمعی، از سقوط وحشیانه آن وی که در ۱۵ اوت در مراکش دستگیر شد، وی در ۴ اکتبر به جرم محکومیت و تباهی توسط دادگاه نظامی کلرمونت - فرند به بهانه غیرقابل تحمل "ترک محل خدمت در حضور دشمن" محکوم شد و در واقع به خاطر وقوع این اتفاق رخ داد. برای بیست نماینده مجلس که سوار این قایق می‌شوند
۲۰ ژوئن در Verdon، واقع در کازابلانکا، مسئولیت ادامه جنگ با جابجایی دولت و نمایندگی ملی در شمال آفریقا است. بدون شک در این باره، آنها مخالف منطق آتش‌بس بودند. اگر مقاومت در برابر آنها باشد، به وضوح مقاوم هستند، به این معنا نیست که جنگ را در نظر نگیرید اما خاک فرانسه در اشغال است.
او در نامه ای در مورخ ۲۱ آوریل ۱۹۴۱ می‌نویسد:
"من تنها رنج نمی‌برم. درد من فقط یک نتیجه است. آن منطق خودش را دارد. امری که شکنجه کشور، به آن پیوند دارد
گرفتگی … این یک دلیل قدرتمند برای تحمل شجاعانه آن است، تنها به شرطی که هیچ‌کس شک نداشته باشد، همه جهان می‌فهمند … حالا، از این، از هزار دریافت کردم مبهم‌ترین شهادت‌ها، من نمی‌توانم کوچکترین نگرانی داشته باشم. من چی نشان می‌دهد، آنچه در من حاصل می‌شود، ارزش تمام فداکاری‌ها را دارد، و این یک امتیاز بزرگ برای پشتیبانی از آنها است. "
سرانجام مرگ وی در ریم، به دست شبه نظامیان می‌لیسی در سن ۳۹ سالگی در ۲۰ ژوئن ۱۹۴۴، پس از ربودن وی رقم خورد. جسد وی تا سپتامبر ۱۹۴۶ پیدا نشد.

## آثار چاپ شده
در سال ۱۹۴۴، به دست گروه‌های میلیسین که در لباس مبدل گروه‌های مقاومت بودند، دستگیر می‌شود. در زمان بازداشت خود کتابی با عنوان خاطرات و تنهایی فرانسوی "Souvenirs et solitude" می‌نویسد که بعداز مرگش در سال ۱۹۴۵ به چاپ می‌رسد. از دیگر آثار او نیز می‌توان به می‌توان به "تواریخ زیر شیروانی" Chroniques du Grenier و "اصلاحات درسی" La Réforme de l'enseignement نیز اشاره کرد.

## پیر مندس فرنس و ژان زِ
پیر مندس فرنس یکی از سیاستمداران فرانسوی در مقدمه کتاب خاطرات و تنهایی فرانسوی "Souvenirs et solitude" دربارهٔ ژان زِ این گونه می‌نویسد: «اگرچه دوران ما فاقد مدل‌ها و الگوهای زیادی است که این اتفاق برای همه کشور مایه بدبختی است. ژان زِ در سحرگاهان برای آزادی فدا شد. او می‌توانست یکی از بهترین‌ها باشد، یکی از حیات بخشان نسلی که خیلی زود از او محروم شدند. کسانی که او را به قتل رساندند نه تنها به کسانی که او را دوست داشتند بلکه به کل فرانسه ضربه‌ای زدند. اما چگونه شرمسار نمی‌شویم و افتخار می‌کنیم، زمانی که می‌فهمیم که مردان و زنانی وجود داشته‌اند که زندگی خود را فدای ایده ای کنند که می‌خواستند آن را انجام دهند؟ ».

## فیلم مستند
یک جرم فرانسوی، نام مستندی به کارگردانی کاترین برشتاین و با همکاری مرکز ملی پژوهش‌های علمی فرانسه CNRS در ۵۳ دقیقه ساخته شده‌است که به بررسی ناپدید شدن ژان زِ و ترور وی می‌پردازد.

## احیای ژان زِ
در سال ۲۰۰۵، جایزه ژان زِ ایجاد شد، که آثار ادبی متعددی را به ارمغان می‌آورد. نام ژان زِ که چهره برجسته جمهوری سوم است، بار دیگر در عرصه فرهنگ احیا می‌شود، خاکستر وی به تصمیم رئیس‌جمهور فرانسوا اولاند، در ۲۱ فوریه ۲۰۱۴ به پانتئون منتقل شد. در فرانسه نیز برای زنده نگه داشتن نام ژان زِ، بیش از ۱۲۰ مرکز آموزشی به نام او تأسیس شده‌است.
هلن زِ، دختر ژان زِ نیز در طی یک مصاحبه با روزنامه لوموند، از تلاش‌های پدرش برای جشنواره کن سخن گفت.